# Gustave Zédé (Schiff, 1937)
Die Gustave Zédé war ein französisches Begleitschiff für Tiefseeforschungstauchboote. Das Schiff wurde ursprünglich als Bergungsschiff beziehungsweise Flugsicherungsschiff Greif der Luftwaffe gebaut und im Zweiten Weltkrieg eingesetzt. Nach dem Krieg diente sie von 1951 bis 1961 in der französischen Marine und danach bis 1987 als Tauchbootbegleitschiff.

## Bau und Technische Daten
Das Schiff wurde 1936/37 unter der Baunummer 791 auf den Stettiner Oderwerken gebaut. Es lief 1936 vom Stapel und wurde am 1. August 1937 mit der Kennung „BS II“ (BS = Bergungsschiff) in Dienst gestellt.
Die Greif war 72 Meter lang und 10,6 m breit, hatte 2,65 m Tiefgang und verdrängte 890 Tonnen. Zwei 12-Zylinder-4-Takt-MAN-Dieselmaschinen mit Büchi-Aufladung und jeweils 2200 PSe trieben zwei Voith-Schneider-Propeller und ermöglichten dem Schiff eine Höchstgeschwindigkeit von 18,7 Knoten. Mit 40 Tonnen Bunkerkapazität betrug der Aktionsradius 1500 Seemeilen bei 17,4 Knoten Marschgeschwindigkeit. Das Schiff war mit einem MAN-Portaldrehkran mit 13 Tonnen Hebekraft und einer aufblasbaren, 8 × 6 m großen Auflaufmatte am Heck für Wasserflugzeuge ausgerüstet. Es konnte maximal drei Seeflugzeuge an Deck nehmen. Die Bewaffnung bestand aus einem 2-cm-Geschütz, später aus zwei 2-cm-Zwillings-Fla-Kanonen; im Januar 1940 wurden zusätzlich drei 20-mm-MG eingebaut. Die Besatzung zählte 41 Mann.

## Luftwaffe und Zweiter Weltkrieg
Am 1. August 1937 wurde die Greif als Versuchs- und Bergungsschiff der Erprobungsstelle der Luftwaffe in Travemünde zugewiesen. Als es mit dem schnellen Wachstum der Luftwaffe – und insbesondere nach der Eingliederung der Marineflieger in die Luftwaffe am 27. Januar 1939 – notwendig wurde, einen Seenotdienst der Luftwaffe aufzubauen, wurde die Greif für Seenotrettungsaufgaben der Seenotbezirkstelle (Luft) in Bug auf Rügen und ab März 1939 der Seenotbezirkstelle Holtenau bei Kiel unterstellt, blieb aber weiterhin in Travemünde stationiert. Im November 1937 und im August 1938 war auf dem Achterschiff der Greif ein Flugzeugträgerdeck aufgebaut, und mit Flugzeugen vom Typ Fieseler Storch wurden Starts und Landungen auf dem Schiff durchgeführt.
Ab Juli 1942 war die Greif dem Torpedowaffenplatz Gotenhafen-Hexengrund der Luftwaffe bei Gotenhafen zugeordnet, wo Lufttorpedos und Gleittorpedos sowie die notwendigen Abschuss- bzw. Abwurfvorrichtungen auf Flugzeugen erprobt wurden. 1942 und 1943 wurden Erprobungen mit Flettner-Hubschraubern durchgeführt.
Im August 1944 wurde sie, zusammen mit den Flugsicherungsschiffen Boelcke, Hans Albrecht Wedel und Gunther Plüschow, der Seenotgruppe 81 in Bug auf Rügen unterstellt, zu der auch die Seenotstaffel 81 in Bug, die Such- und Begleitstaffel 81 in Parow und die Seenotflottille 81 in Swinemünde gehörten. Die Greif und die anderen Einheiten der Seenotgruppe 81 wurden danach vor allem bei den Evakuierungsaktionen aus Ost- und Westpreußen (Unternehmen Hannibal) eingesetzt. Dabei brachte allein die Greif mit bis zu 2200 Menschen pro Fahrt etwa 30.000 Flüchtlinge nach Westen.

## Frankreich

### Französische Marine
Am 22. Dezember 1945 wurde die Greif in Wilhelmshaven als Kriegsbeute durch die US Navy in Besitz genommen. Danach kam sie zur Überholung auf die Lübecker Flender-Werft und wurde im Februar 1948 als Reparationszahlung an die französische Marine übergeben. Sie erhielt die Kennung A 759 und wurde in Marcel Le Bihan umbenannt.
1951 und 1952 wurde das Schiff im französischen Indochinakrieg eingesetzt. Dabei diente es als Tender für Wasserflugzeuge, zum Transport von Sonderkommandos und als Befehlszentrale für Sonderoperationen. Am 29. Oktober 1952 verließ es Saigon und kehrte nach Frankreich zurück, wo es der Hafenbehörde von Toulon (Direction du Port de Toulon) zugewiesen wurde. 1956 nahm das Schiff an den französischen Kampfhandlungen während der Sueskrise teil.

### Tiefsee-Tauchboot-Tender
1961 wurde das Schiff an die Tiefseestudien- und Forschungsgruppe (Groupe d'Études et de Recherche Sous-marine – GERS) überstellt, wo es als Begleitschiff des französischen Bathyscaphen (Tiefsee-U-Boots) Archimède bei dessen Tieftauchversuchen diente – so 1962/63 im Kurilengraben, 1964 im Puerto-Rico-Graben, 1965 im Mittelmeer beim Kap Matapan (Griechenland), 1966 bei Madeira, 1967 wiederum im Kurilengraben, 1968 bei der Suche nach dem vor Toulon gesunkenen französischen U-Boot Minerve, 1970 bei der Suche nach der gesunkenen Eurydice, beim FAMOUS-Projekt und der Bergung des bei einem unbemannten Testtauchgang auf 3400 m Tiefe gesunkenen Tauchbootes Cyana.
Am 1. Januar 1978 erhielt das Schiff den neuen Namen Gustave Zédé, zu Ehren des am 26. April 1891 nach einer Explosion verstorbenen französischen U-Boot-Konstrukteurs. Nach Grundüberholung und Umbau 1980/1981, wobei der Kran abgenommen und stattdessen ein Unterwassergerüst eingebaut wurde, diente das Schiff wiederum bei der nunmehr (seit 1973) in GISMER (Groupe d'Intervention Sous la Mer) umbenannten Tiefseeforschungsgruppe, nun als Mutterschiff für das Forschungs-U-Boot Licorne.
Am 8. September 1987 wurde die Gustave Zédé außer Dienst gestellt. Der ausgeschlachtete Schiffsrumpf wurde am 22. Juni 1990 im Mittelmeer vor Toulon versenkt.